# Gradinje (gmina Oprtalj)
Gradinje (wł. Gradigne) – wieś w Chorwacji, w żupanii istryjskiej, w gminie Oprtalj. W 2011 roku liczyła 116 mieszkańców.